# シキラブ
『シキラブ』（しきらぶ）は、Julietの1枚目のミニアルバム。2010年11月10日発売。発売元はユニバーサルシグマ。

## 収録曲

### CD
1. ナツラブ 
  - 作詞：Maiko／作曲：UTA
2. フユラブ 
  - 作詞：Maiko／作曲：イワツボコーダイ
3. ハルラブ 
  - 作詞：Maiko／作曲：イワツボコーダイ
4. ハルラブ2 
  - 作詞：Maiko／作曲：イワツボコーダイ
5. アキラブ 
  - 作詞：Maiko／作曲：KEN
6. もうひとつの、アキラブ。 
  - 作詞：Maiko／作曲：Shingo.S
7. 23:45 (Remix) 
  - 作詞：Maiko／作曲：THE COMPANY
8. もっと もっと キミを教えてよ (Studio-R Remix) 
  - 作詞：Maiko／作曲：イワツボコーダイ
9. ナツラブ -Lovers Mix-  
  - 作詞：Maiko／作曲：UTA

### DVD
1. ナツラブ (Music Video)
2. フユラブ (Music Video)
3. ハルラブ (Music Video)
4. ハルラブ2 (Music Video)
5. アキラブ (Music Video)